# 斯克里维亚新堡
斯克里维亚新堡（義大利語：Castelnuovo Scrivia）是意大利亚历山德里亚省的一个市镇。总面积45.42平方公里，人口5508人，人口密度121.3人/平方公里（2009年）。ISTAT代码为006053。